# Martin Sauer
Martin Sauer (* 17. Dezember 1982 in Wriezen) ist ein deutscher ehemaliger Ruderer.

## Sportliche Karriere
Martin Sauer war zwischen der Saison 2009 und 2021 Steuermann des Deutschland-Achters. Mit dieser Mannschaft konnte er seine bislang größten Erfolge feiern: den Olympiasieg 2012 in London und die Weltmeistertitel bei den Ruder-Weltmeisterschaften 2009, 2010, 2011 sowie 2017, 2018 und 2019.
Sauer war bei den Junioren-Weltmeisterschaften 2000 erstmals Mitglied der Nationalmannschaft und wurde als Steuermann des deutschen Achters Juniorenweltmeister. In den folgenden Jahren steuerte er im U23-Bereich den Vierer und war 2001 zudem Steuermann des deutschen Leichtgewichts-Achters.
Bei den Ruder-Weltmeisterschaften 2005 in Gifu (Japan) gewann er im Vierer mit Steuermann Bronze, wurde 2006 in dieser Bootsklasse Weltmeister und belegte ein Jahr später in München erneut den dritten Platz. Nachdem er 2008 mit dem deutschen Leichtgewichts-Achter Weltmeisterschaftssilber geholt hatte, war er bei den Europameisterschaften erstmals Steuermann des Deutschland-Achters. Er übernahm diese Position von Peter Thiede, der nach den Olympischen Spielen in Peking seine Karriere beendete.
Bei den Ruder-Weltmeisterschaften 2009, 2010 und 2011 führte er die Mannschaft zum Titelgewinn, 2010 wurde er mit dem Deutschland-Achter zudem Europameister. Bei den Olympischen Spielen in London 2012 gewann Sauer mit dem Deutschland-Achter die Goldmedaille.
Bei den Ruder-Weltmeisterschaften 2012 für die nichtolympischen Bootsklassen gewann er mit dem Leichtgewichts-Achter ebenfalls die Goldmedaille. Bei den Ruder-Weltmeisterschaften 2013 holte er Silber, hinter dem Vereinigten Königreich und vor den Vereinigten Staaten. Ein Jahr später steuerte Sauer den Achter bei den Weltmeisterschaften in Amsterdam erneut zur Silbermedaille hinter den Briten. Bei den Weltmeisterschaften 2015 siegten wie in den beiden Jahren zuvor die Briten vor den Deutschen. Von 2013 bis 2016 siegte der Deutschland-Achter bei den Europameisterschaften, wobei 2016 die Briten nur Dritte hinter den Russen wurden. Beim Saisonhöhepunkt im olympischen Finale von Rio de Janeiro erhielten die Deutschen die Silbermedaille hinter den Briten.
2017 saßen im Deutschland-Achter noch drei Ruderer und Steuermann Sauer aus dem Vorjahresboot. Der Achter blieb 2017 ungeschlagen mit Siegen bei den Europameisterschaften, beim Weltcup in Posen und Luzern sowie bei den Weltmeisterschaften in Sarasota. 2018 gewann der Deutschland-Achter in der gleichen Besetzung wie 2017 alle drei Regatten im Weltcup. Bei den Europameisterschaften in Glasgow siegte der Achter vor den Niederländern und den Rumänen. Anderthalb Monate später gewann der Achter auch den Titel bei den Weltmeisterschaften in Plowdiw vor den Australiern und den Briten. Zu Beginn der Saison 2019 siegte der Deutschland-Achter bei den Europameisterschaften 2019 in Luzern vor den Briten und den Niederländern. Bei den Weltmeisterschaften siegten die Deutschen vor den Niederländern und den Briten. Bei den Europameisterschaften 2020 siegten die Deutschen vor den Rumänen und den Niederländern. Im Jahr darauf siegten die Briten bei den Europameisterschaften in Varese vor den Rumänen und den Niederländern, die Deutschen erreichten den vierten Platz. Bei den Olympischen Spielen in Tokio gewannen die Deutschen ihren Vorlauf und erkämpften im Finale die Silbermedaille mit einer Sekunde Rückstand auf die Neuseeländer.
Martin Sauer beendete seine aktive Karriere mit dem Kanal-Cup 2021.
Für seine sportlichen Leistungen wurde Sauer am 1. November 2016 von Bundespräsident Gauck mit dem Silbernen Lorbeerblatt ausgezeichnet.

### Erfolge
- 2000: 1. Platz Junioren-Weltmeisterschaften im Achter
- 2001: 2. Platz World Under 23-Regatta im Vierer mit Steuermann
- 2001: 9. Platz Weltmeisterschaften im Leichtgewichts-Achter
- 2002: 5. Platz World Under 23-Regatta im Vierer mit Steuermann
- 2003: 1. Platz World Under 23-Regatta im Vierer mit Steuermann
- 2004: 1. Platz World Under 23-Regatta im Achter
- 2005: 3. Platz Weltmeisterschaften im Vierer mit Steuermann
- 2006: 1. Platz Weltmeisterschaften im Vierer mit Steuermann
- 2007: 3. Platz Weltmeisterschaften im Vierer mit Steuermann
- 2008: 2. Platz Weltmeisterschaften im Leichtgewichts-Achter
- 2008: 4. Platz Europameisterschaften im Achter
- 2009: 1. Platz Weltmeisterschaften im Achter
- 2010: 1. Platz Europameisterschaften im Achter
- 2010: 1. Platz Weltmeisterschaften im Achter
- 2011: 1. Platz Weltmeisterschaften im Achter
- 2012: 1. Platz Olympische Spiele im Achter[1]
- 2012: 1. Platz Weltmeisterschaften im Leichtgewichts-Achter
- 2013: 1. Platz Europameisterschaften im Achter
- 2013: 2. Platz Weltmeisterschaften im Achter
- 2014: 1. Platz Europameisterschaften im Achter
- 2014: 2. Platz Weltmeisterschaften im Achter
- 2015: 1. Platz Europameisterschaften im Achter
- 2015: 2. Platz Weltmeisterschaften im Achter
- 2016: 1. Platz Europameisterschaften im Achter
- 2016: 2. Platz Olympische Spiele im Achter
- 2017: 1. Platz Europameisterschaften im Achter
- 2017: 1. Platz Weltmeisterschaften im Achter
- 2018: 1. Platz Europameisterschaften im Achter
- 2018: 1. Platz Weltmeisterschaften im Achter
- 2019: 1. Platz Europameisterschaften im Achter
- 2019: 1. Platz Weltmeisterschaften im Achter
- 2020: 1. Platz Europameisterschaften im Achter
- 2021: 2. Platz Olympische Spiele im Achter

## Berufliches
Sauer hat Jura an der Ruhr-Universität Bochum studiert.
Seit dem 1. Januar 2022 ist er Beauftragter der Stadt Dortmund für die EURO 2024.

## Privates
Sauer ist Vater eines Sohnes.